# Stauroteche di Lentini
Le Stauroteche di Lentini sono dei reliquiari custoditi nell'omonima città siciliana. Vengono anche chiamate Vera Croce o Lignum Crucis, ossia teca destinata a contenere frammenti del legno della Santa Croce di Gesù Cristo.

## Storia
Il ritrovamento della reliquia della Vera Croce di Gesù Cristo in Gerusalemme si attribuisce a Santa Elena, la madre dell’imperatore Costantino, tra il III ed il IV secolo, la quale al seguito del ritrovamento diede inizio al culto Inventio Crucis, con il successivo spezzettamento della Santa Croce ed il suo invio alle comunità Cristiane, iniziando dal vescovo locale Macario ed a Roma presso la Basilica Sassoniana. Da qui si innestò, anche con cruente guerre ed oscure attività commerciali, una continuo flusso di frammenti e/o pezzi della Reliquia. Nell’anno 395 in “De obitu Theodosii”, Ambrogio scrive che Sant’Elena fu spinta dallo Spirito Santo verso il Golgota dove ritrovò la Santa Croce. Secondo Paolino di Nola e Rufino d’Aquileia, rispettivamente 402 e 403, ad aiutare Sant’Elena nel ritrovamento della Sacra Reliquia furono i giudei ed il vescovo locale Macario.

### Tipologie di stauroteche
Esistono diverse tipologie di Stauroteche, realizzate indicativamente tra il 500 e la fine del 1200 varianti per forma e tipologia di materiali utilizzati, tra cui Stauroteche contenenti la forma di croce ad una traversa, Stauroteche contenenti la forma di croce patriarcale, Stauroteche con coperchio a scorrimento (le più recenti nel periodo cronologico indicato) anche dette a cassetta, etc..

## Stauroteca 1  - Reliquia dentro cassetta custodita in Chiesa Madre a Lentini (Sr)

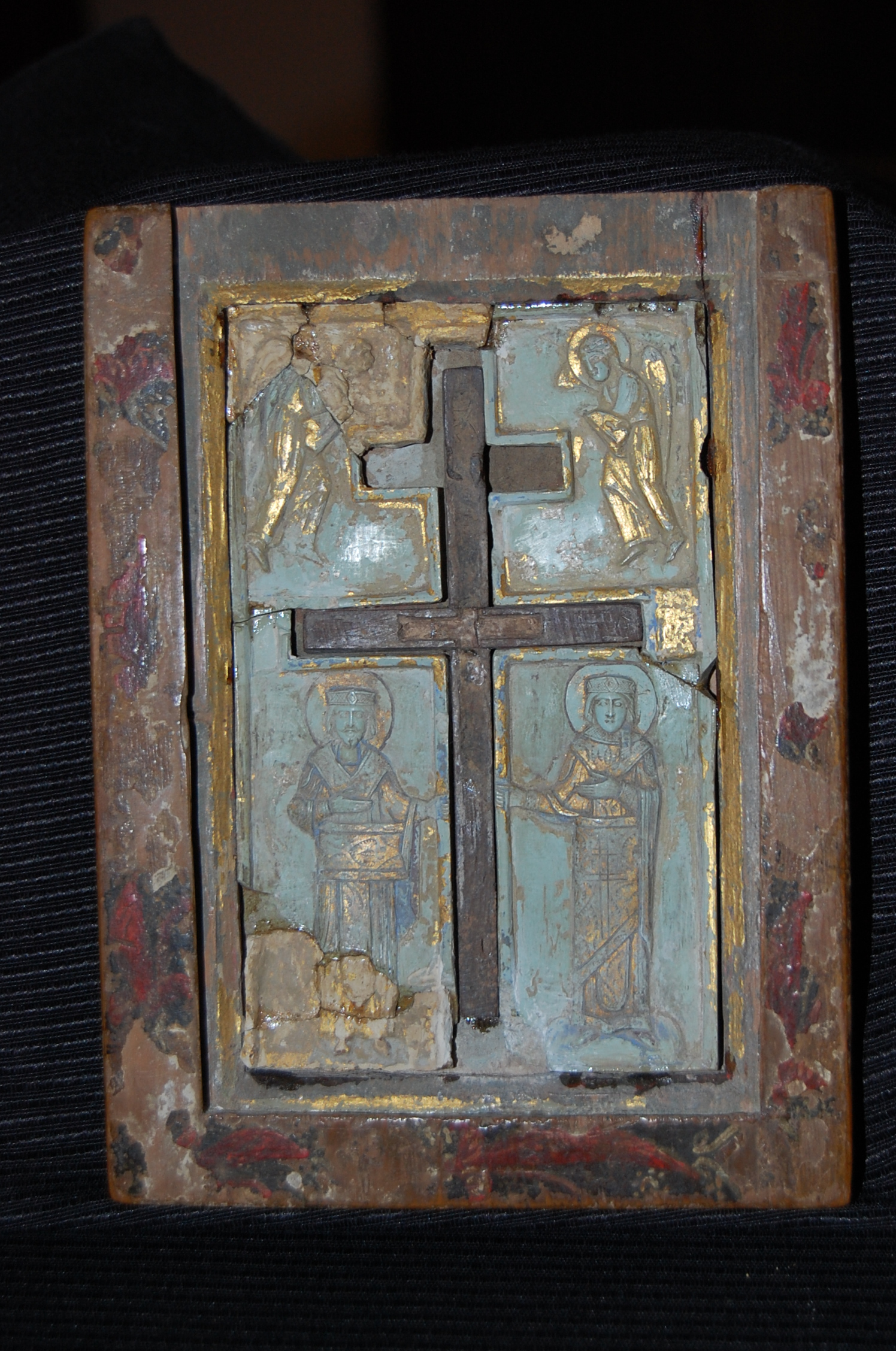
Stauroteca custodita presso la Chiesa Santa Maria la Cava e Sant'Alfio in Lentini (Sr), nel museo arte Sacra. Steatite scolpita con custodia in legno dipinto. Reca l'immagine di Santa Elena, due Angeli e l'imperatore Costantino.
Datata tra il secolo IX e il XI secolo.

Un pezzo di notevole pregio artistico, appartenente al patrimonio dell'ex cattedrale lentinese, è rappresentato da una stauroteca, di modeste dimensioni, segnalata la prima volta da Antonio Salinas. Ripiombata successivamente in una deplorevole oscurità e fatta soltanto segno d’incalzanti richieste di avidi antiquari, oggi è entrata in una sfera di più equa valutazione ed è circondata da un senso di più cauta vigilanza.
Si sa che appartenesse alla congregazione religiosa dei Francescani; passata, dopo la soppressione, al demanio, da questo veniva lasciata in deposito all' Ex Cattedrale, dove trovasi tuttora. La fragilità della steatite, di cui è formata, ha senza dubbio contribuito ad accelerare il processo di deterioramento. Rotta in più parti, si provvide, forse in tempi non del tutto recenti, alla sostituzione delle membrature disperse con banalissime integrazioni di gesso. Consta di una lastra di mm 135 X 0,083, accogliente figurazioni in rilievo e chiusa in un telaio ligneo di mm 172 X 128, dello spessore di mm 0,009. Un coperchio ad incastro, scorrente dall'alto dentro i lati maggiori, ne fa una vera e propria teca.
La lastra, in origine formata da un solo blocchetto, è tagliata, in piena verticalità, da un solco cruciforme affondatesi nello spessore. Nel solco è adagiata una croce lignea, a duplice braccio o travatura, dello spesso spessore della lastra.

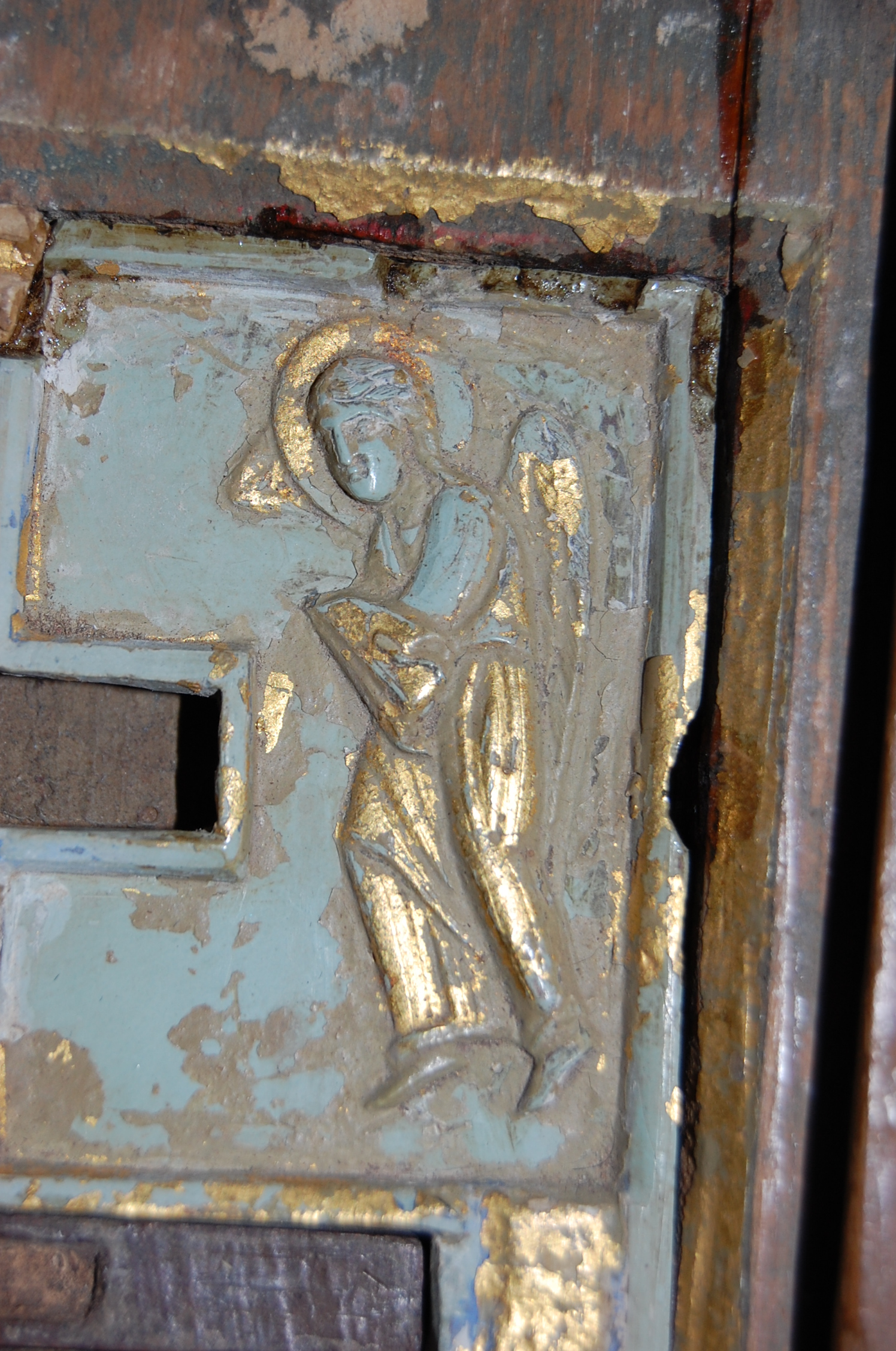
Angelo destro posto in posizione di reggimento della Santa Croce di Cristo.adorazione della Sacra Croce di Cristo, posizione angelica riproponibile nell'Annunciazione del Santo Arcangelo alla Vergine Maria. Stauroteca in Lentini Chiesa Madre Santa Maria la Cava e Sant'Alfio. Steatite scolpita dipinta in oro.

La croce, che allo stato attuale manca del braccio superiore, più corto, non presenta tracce di scultura o di decorazione pittorica: il legno mantiene il suo colore naturale, con impronte di corrosione dovuta all’azione del tempo. Un incasso trasversale, scavato al centro del braccio maggiore, era certamente destinato ad accogliere un frammento della Santa Croce di nostro Signore Gesù Cristo.
La croce si distacca, con netto contrasto di colore, dal fondo monocromo della lastra di tinta verde. È in questa che si compendia tutto il movimento decorativo, caratterizzato da un deciso rilievo costolato che ne incornicia, all’esterno, il complesso sviluppo e mette in risalto, all’interno, le linee ben decise e profilate della croce. La quale, collo spiegamento delle braccia, finisce con lo scompartire la lastra in quattro pannelli rettangolari, di maggiori dimensioni gli inferiori (mm 0,070 x 0,036), più piccoli i superiori (mm 0,050 x 0,036), integrati dal rilievo di due angeli oranti.
Abbondanti tracce di dorature colmano sfondo e figure,  per poi riprodursi, con maggiore intensità di tinte, lungo la smussatura periferica della teca lignea. La doratura entrava probabilmente nel piano di composizione primitiva, come si evince da una sottile e tenace stratificazione, leggermente opacata e imbrunita dall’azione del tempo. Ma ad una rimpiastricciatura postuma andò soggetta la lastra quando vi vollero integrare, col rifacimento, le parti mancanti. La diversa tonalità di tinta è una prova dell’ottenebramento tardivo. Anche nella cassetta eburnea la doratura formava parte integrante del complesso sistema decorativo. Si sa che l’aggiunta della doratura – e non soltanto nelle cassette d’avorio – erasi largamente diffusa sin dall’inizio del medio evo, mentre fu poi solo al termine di esso che si preferi’ dare agli sfondi una tinta scura.
La croce costituisce la ragione dominante anche nel reliquario lentinese.
A partire dal De coelesti hierarchia in Roma e nelle chiese orientali, e tuttora in uso, le raffigurazioni si attengono a canoni che indicano in che modo devono essere rappresentate le varie tipologie angeliche.
Le figure superiori, affiancanti il braccio minore, sono facilmente identificabili: l’angelo di sinistra, è prostrato in atto di reggimento della Sacra Croce di Cristo.
Ben conservato, quantunque appesantito dalla doratura postuma, è l'Angelo scolpito a destra, piegato in atto di adorazione, si volge verso la croce in posizione di profilo, con atteggiamento non molto dissimile da quello che la tradizione ha consacrato nel comune tema dell’Annunciazione del Santo Arcangelo Gabriel a Maria Vergine in tempo del FIAT. In particolare nel dettaglio, notiamo che l'angelo di destra riporta una cintura dorata (cingolo) legata alla tunica, raffigurazione, a partire dal V secolo a Roma, propria degli angeli guerrieri assieme ad armature di aste, lance o giavellotti. Tutti gli altri angeli infatti devono essere vestiti di bianco, il colore che indica la purezza degli spiriti celesti ma privi del cingolo dorato; in Oriente, per le vesti, il colore è invece azzurro. La figura dell'angelo in atto di adorazione nella raffigurazione Sacra prende origine a partire da VI secolo ove prende una funzione narrativa degli episodi;

In piena frontalità vengono date le due maggiori figure, che sono disposte ai piedi della croce: le teste sono nimbate e cinte di corona regale. La faccia sbarbata della figura di destra accusa evidentemente una Santa; la barba appuntita e simmetricamente partita sul mento, i baffi, con ricercata accuratezza segnati nel volto ben profilato, ci mostrano un re o imperatore nella figura di sinistra. Nessuna leggenda accompagna le figure; ma il Salinas, che ebbe occasione di vedere la Stauroteca una quarantina di anni fa, afferma di aver trovato “presso le figure un’ombra di nome di Costantino e, a lettere rosse, gli avanzi del nome di Sant’Elena”.

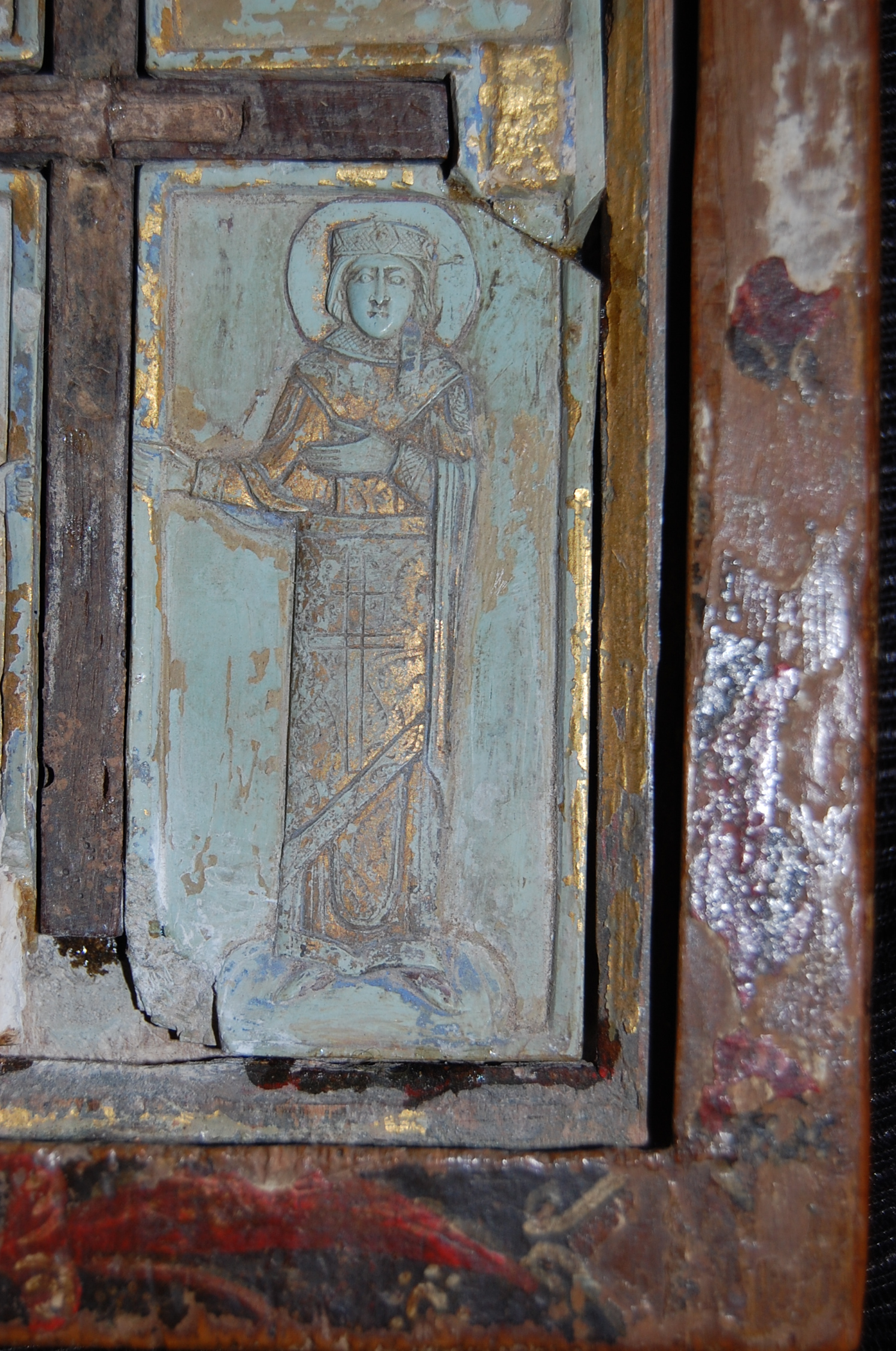
Sant'Elena scolpita nella STAUROTECA custodita in Chiesa Santa Maria la Cava e Sant'Alfio (Lentini) Autrice del ritrovamento della Vera Croce di Cristo, qui raffigurata in atto di sorreggimento della Santa Reliquia.

La perfetta levigatezza e l’impermeabilità della pietra hanno in gran parte contribuito a disperdere le tracce della pietra hanno in gran parte contribuito a disperdere le tracce della patina pittorica e della doratura, che si vanno lentamente distaccando in forma di sottilissime squamette. Ma mentre la doratura scompare senza lasciare alcun vestiglio della sua adesione, del colore delle lettere in rosso possono tuttora indovinarsi, coll’ausilio di una buona lente, talune impronte, verticalmente disposte ai due lati della figura femminile:
H H
A L
Γ I A
Evidente sopravvivenza del nome Sant’Elena che il culto della Croce associa, alla costante rappresentazione dell’imperatore Costantino, elevato al ruolo di Santo dalla tarda leggenda agiografica. Le due figure sono improntate allo stesso atteggiamento ieratico, hanno la stessa uniformità di movimenti. Una mano è devotamente piegata sul petto; l’altra mostra di voler sorreggere il legno della Croce, ma, dato il netto distacco della lastra, la mano stringe, con ben simulato espediente rappresentativo, la cornicetta costolata che circoscrive i pannelli. La parte inferiore della figura di Costantino è rozzamente rifatta, mentre integra è la figura di Sant’Elena, ove non si tenga conto di due scheggiature angolari del pannello, che non intaccano la Santa.
L’imperatore indossa indumenti pontificali: al di sopra della tunica talaris, delle maniche strettissime, porta una tunica dalmatica, dalle maniche ampie, ricadenti, che passa sul ventre sotto forma di larga fascia, mentre l’estremo suo lembo viene raccolto e sospeso al braccio sinistro, disteso orizzontalmente verso la Croce. Un largo omoforion, che lascia scoperto il collo, scende lungo le spalle ed il petto e, passando sotto la tunica, si allunga quasi ai piedi.

Sant’Elena porta una veste molto accollata, con maniche strette e riccamente guarnite ai polsi. Al di sopra un ampio mantello regale che , raggirando le spalle, si piega con studiata cadenza, sul davanti, lasciando libero il petto e facilitando il naturale movimento del braccio destro, disteso verso la croce; il mantello si raccoglie, con la stessa compostezza, sul braccio sinistro da cui ricade in una grande piega a punta, leggermente rastremata E’ trapunto anch’esso da ricami, che traducono motivi vegetali ed al centro riproducono una croce a doppio braccio, di linee perfettamente simili a quella lignea. Le punte dei piedi sono assai divaricate, convergenti i calcagni.

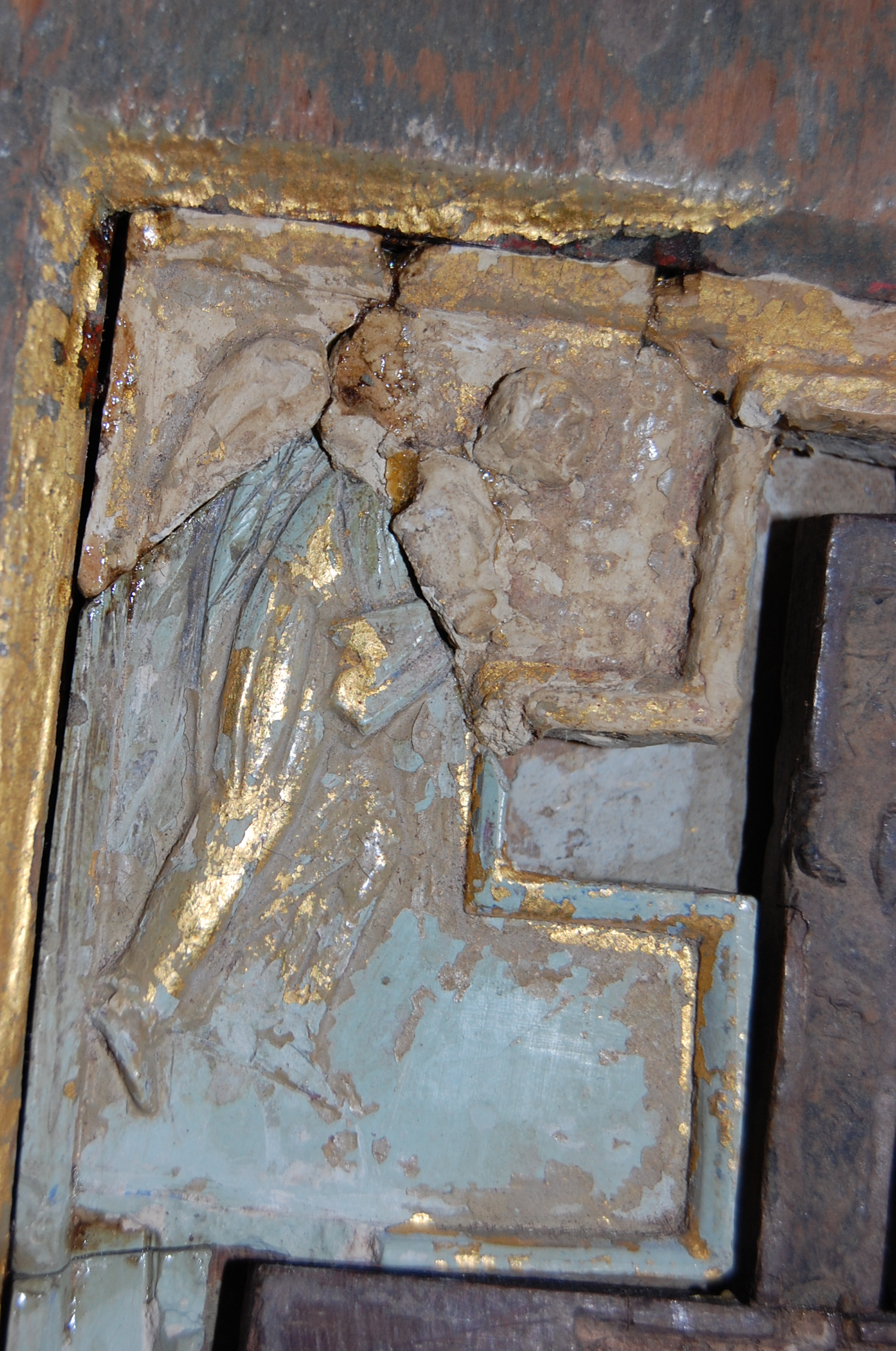
Angelo sinistro posto in posizione di reggimento della Santa Croce di Cristo. Stauroteca in Lentini Chiesa Madre Santa Maria la Cava e Sant'Alfio. Steatite scolpita con custodia di legno dorato.

La generale disposizione delle figure non è nuova; in una notevole quantità di reliquiari essa trova uniformità.
Con buon fondamento questa Stauroteca lentinese può collocarsi nella seconda età d’oro dell’arte bizantina: età in cui gli imperatori della dinastia di Macedonia (867-1057) e, successivamente, i principi della famiglia dei Commeni (1081-1185) diedero tre secoli di prosperità e splendore.
La teca a cassetta presenta, nel suo involucro di legno, dei degli affreschi, di cui oggi ne sono pervenute solo le tracce. I colori cui era stata tinta erano il rosso scarlatto, l'oro (di cui è la cornice interna è ornata).

## Stauroteca 2 - Reliquia dentro Croce di argento traforata
La stauroteca si presenta in argento sbalzato e traforato si presuppone teca del XVII secolo.
All'interno un frammento della Vera Croce di Cristo custodito nel cuore della croce sopra un telo scarlatto ornato da filigrana in oro.
Tre punte della croce nell'argento traforato riportano scolpite tre visi angelici con ali: tali raffigurazioni di origine bizantina ortodossa compaiono intorno al V secolo rappresentanti testimoni di Scene Sacre.
Gli angeli raffigurati sembra appartengano alla categoria degli angeli cherubini, stanti attorno al trono celeste di Dio. Al centro della croce in argento troviamo un frammento di reliquia della santa croce.

## Stauroteca 3 -  Reliquia dentro Croce di rame sbalzato
Stauroteca appartenente al patrimonio della Ex Cattedrale Santa Maria la Cava e Sant'Alfio, Chiesa Madre in Lentini (Sr).
Croce in rame dorato sbalzato e fusto in rame casellato del XVI secolo.
All'interno un frammento della Reliquia della Vera Croce di Cristo (Reliquia qui appartenente al  secondo grado, quanto venuta a contatto con Reliquia della Vera Croce di primo grado).
Secondo la classificazione infatti il Legno della Santa Croce di Nostro Signore Gesù Cristo, la Sacra Sindone, i chiodi della Croce di Cristo, il Calice utilizzato da Gesù Cristo nell'Ultima Cena... come tutti gli oggetto utilizzati da Cristo durante la Sua Vita e la Sua Passione, o ad essi associati, sono classificati come Reliquie di primo grado.

## Galleria d'immagini

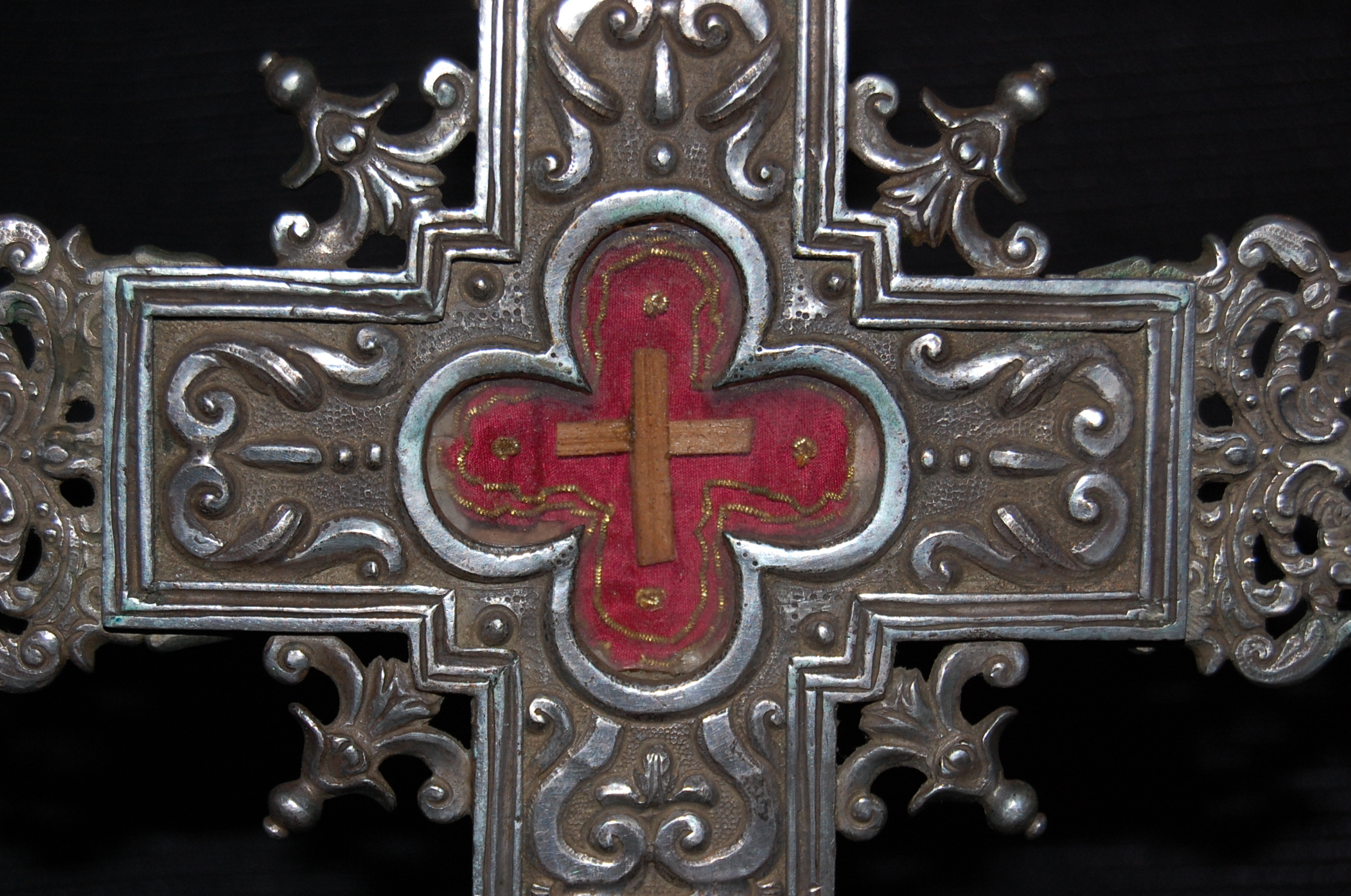
Cuore dell'ostensorio della Stauroteca contenente la Reliquia di II grado della Croce di Cristo. Custodita nel "Museo Arte Sacra" a Lentini in Chiesa Madre
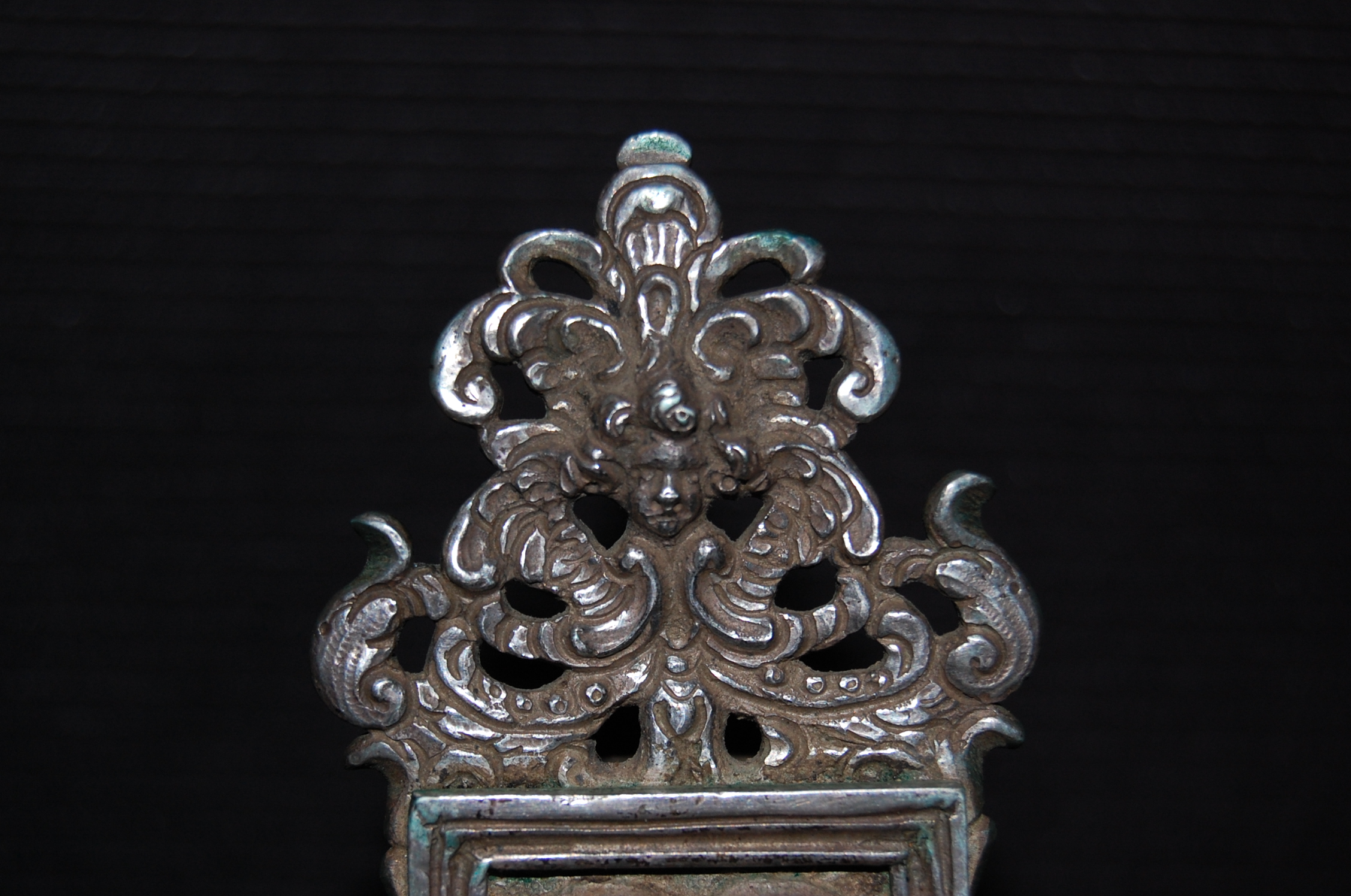
Angelo Cherubino scolpito in argento traforato.
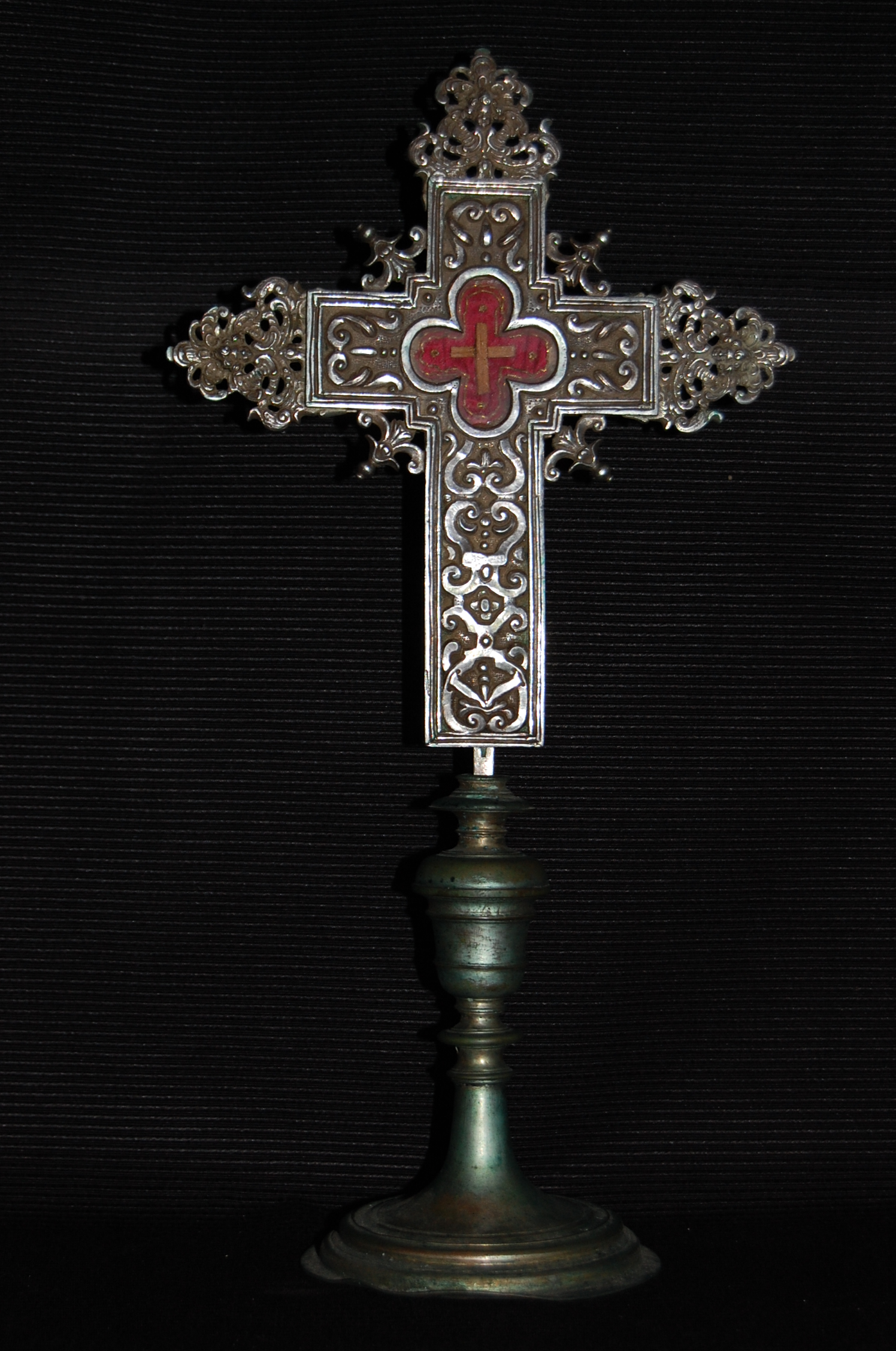
StauroTeca in argento sbalzato e traforato, custodita nella Chiesa Santa Maria la Cava e Sant'Alfio in Lentini nella vetrina del Museo Arte Sacra. Datata secolo XVIII
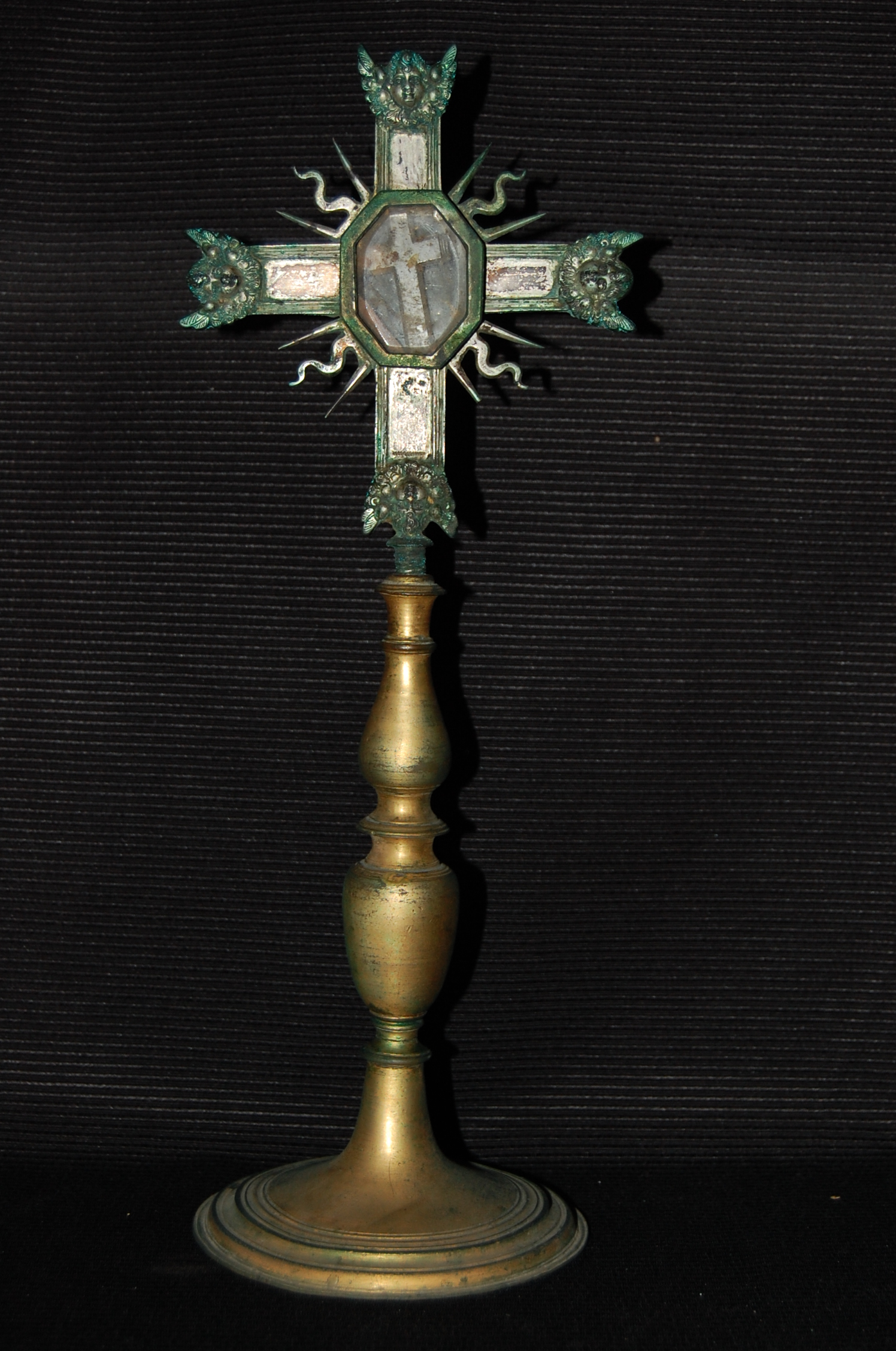
Reliquiario in rame sbalzato e casellato. Datato secolo XVI
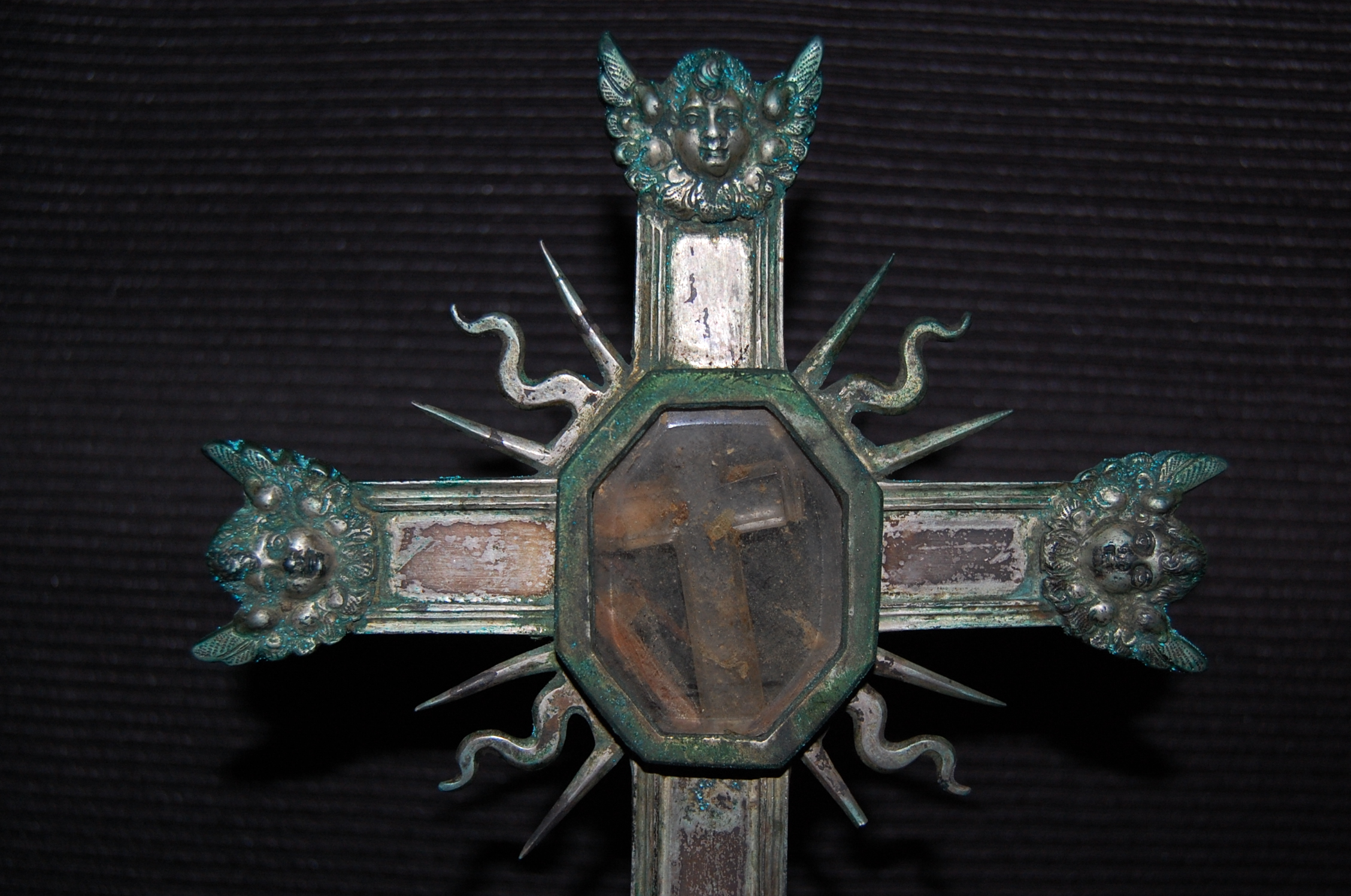
Cuore della terza Stauroteca custodita nella Chiesa Madre di Lentini nella vetrina del Museo
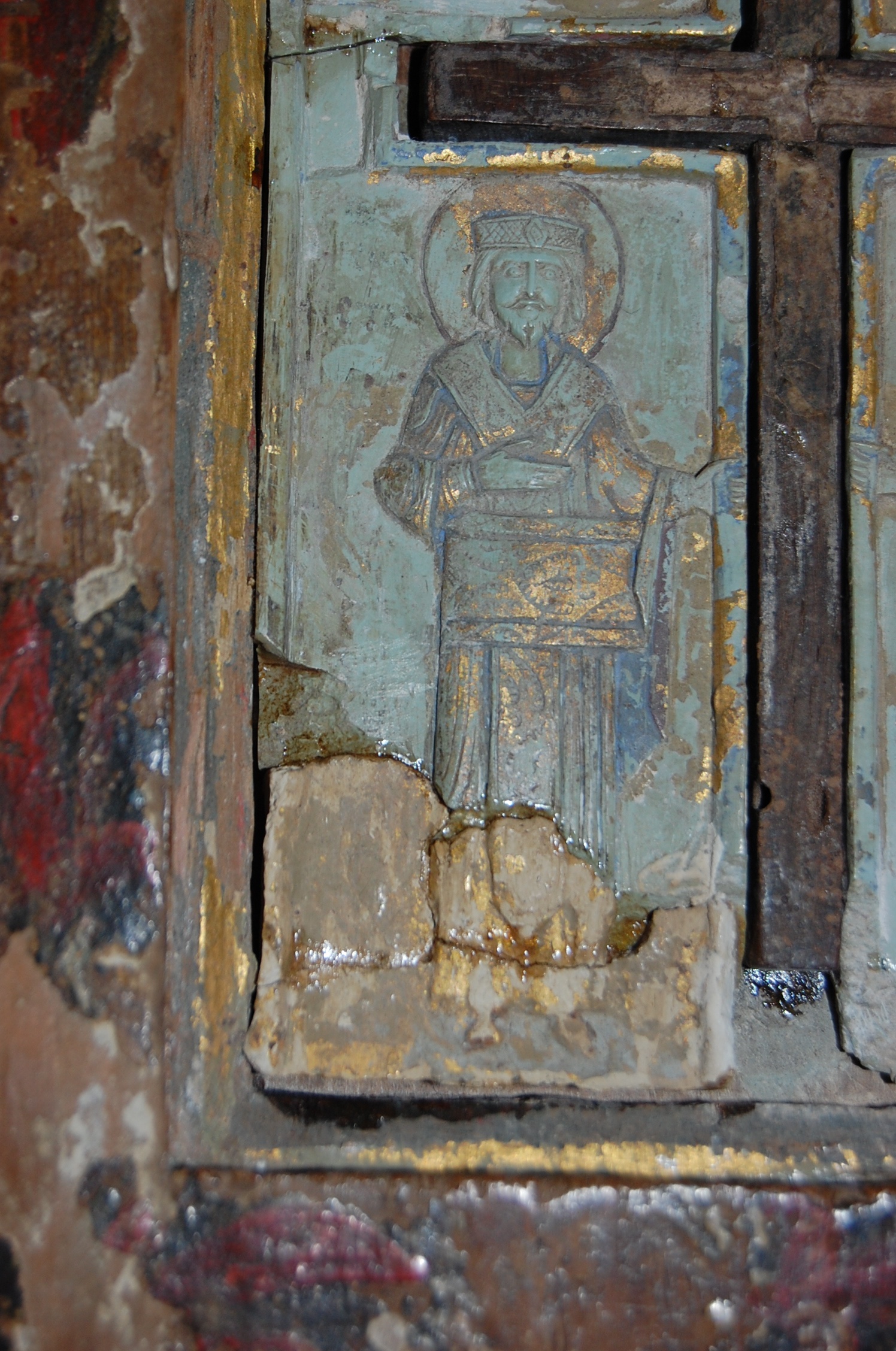
Imperatore Costantino, figlio di Sant'Elena, scolpito in steatite nella Stauroteca di Lentini